# (702) Алауда
(702) Алауда (лат. Alauda) — крупный астероид главного пояса, имеющий в диаметре почти 194,73 км и принадлежащий к редкому спектральному классу B. Астероид был обнаружен 16 июля 1910 года американским астрономом Джозефом Хелффричем в Гейдельбергской обсерватории и получил имя латинского названия рода птиц из семейства жаворонковых.
Алауда возглавляет одноимённое семейство астероидов, образовавшееся в результате разрушения родительского астероида. Кроме того, у этого астероида есть небольшой естественный спутник, который тоже вполне вероятно может являться одним из результатов подобного столкновения. Благодаря наличию спутника, астрономами была рассчитана масса Алауды, которая составляет (6,057 ± 0,36)⋅1018 кг.

Орбита астероида Алауда и его положение в Солнечной системе
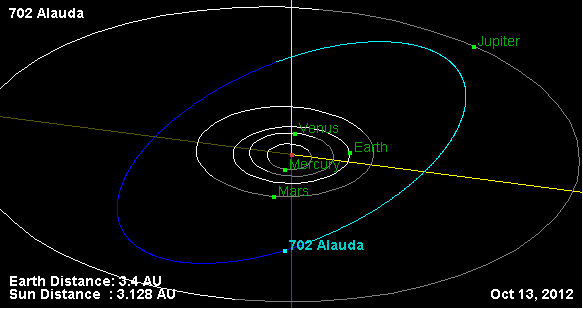
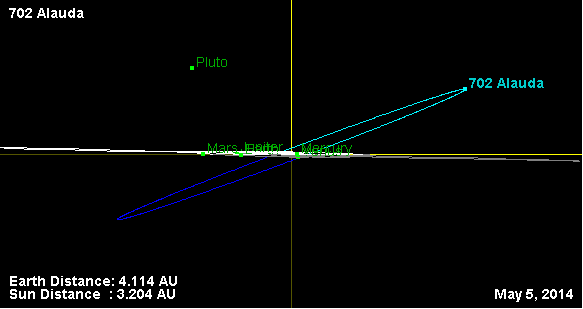

Покрытие звёзд этим астероидом было зафиксировано несколько раз: 12 июля 2001 и 21 апреля 2004, а также 17 октября 2009 года в Уругвае, Аргентине и Чили. В ходе последнего астероид затмевал звезду 9,5 звёздной величины в созвездии Близнецов. В результате этих наблюдений была получена важная информация о размере и форме Алауды.

## Спутник

Снимок Алауда со спутником Пичи-унем (в правом нижнм углу), полученный посредством Very Large Telescope

Спутник, диаметром 5,5 км, названный Пичи-унем ((702) Alauda I Pichi üñëm), известный до этого как S/2007 (702) 1, был открыт в Европейской южной обсерватории с применением адаптивной оптики телескопа Very Large Telescope, который располагается на горе Серро Параналь в Чили. Прогнозируемое расстояние между спутником и основным телом составляет 900 км.